# Kaganek

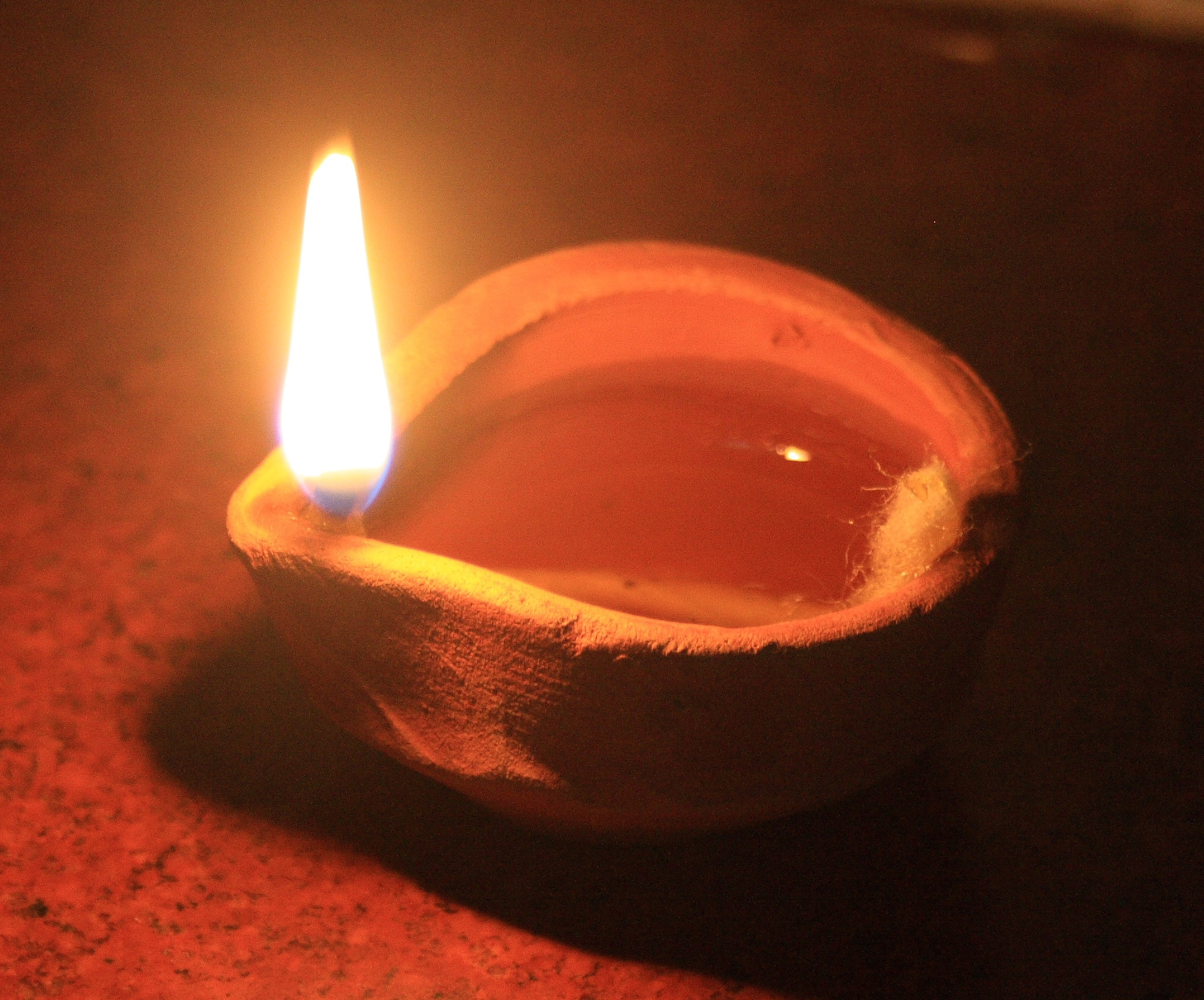
Płonący kaganek o prymitywnej formie

Kaganek (lampka oliwna) – typ wczesnej lampy olejnej w postaci niewielkiego naczynia (glinianego lub metalowego), w kształcie miseczki z dziobkiem, uchwytem i knotem. Kaganek napełniony jest olejem (roślinnym, zwierzęcym, mineralnym). Stosowany od starożytności do oświetlania.

## Historia

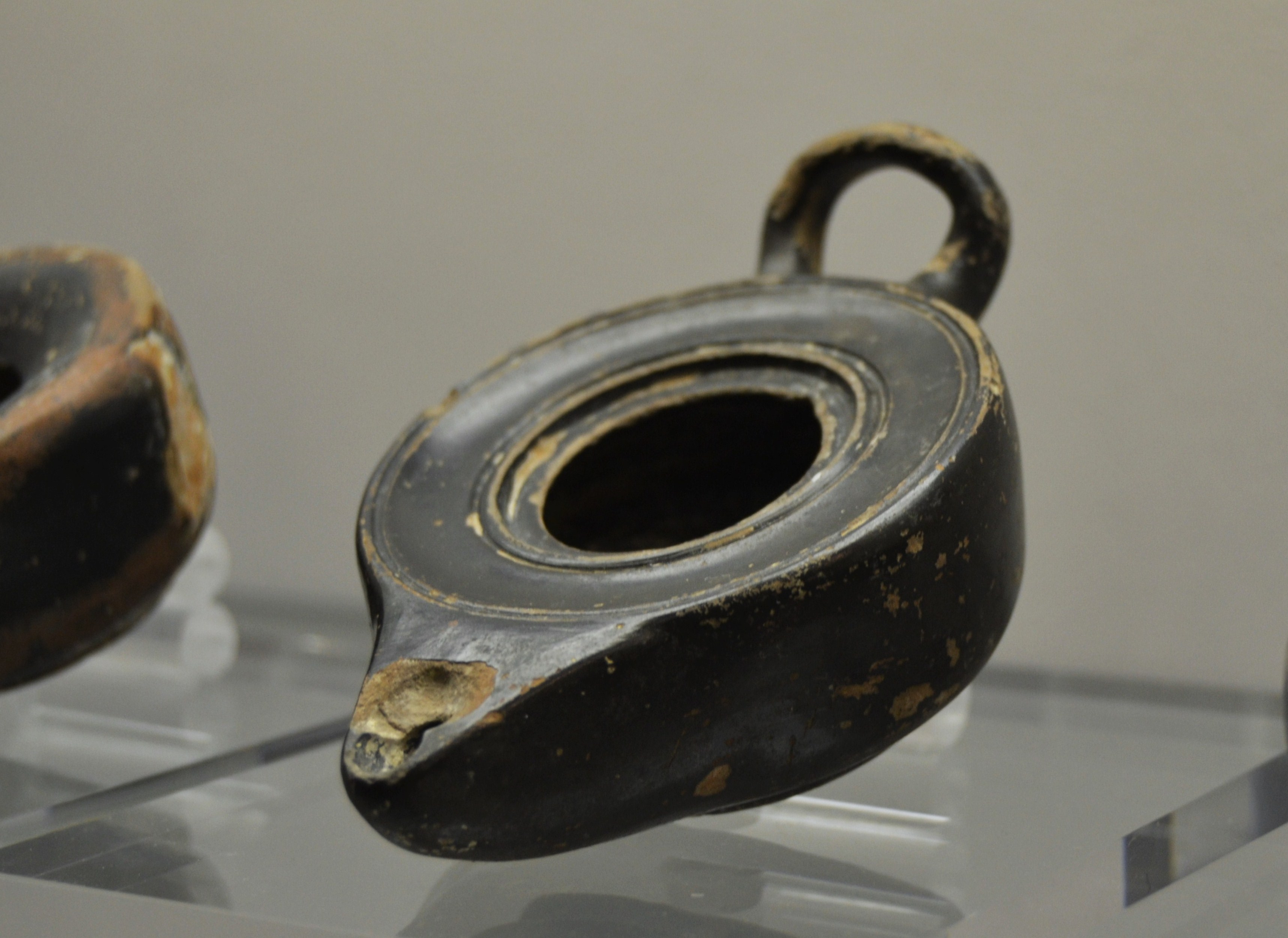
Grecki kaganek z IV w. p.n.e.

Ze względu na powiązanie z uprawą oliwek lampka oliwna początkowo łączyła się z regionem śródziemnomorskim, zwłaszcza z kulturą starożytnych Greków i Rzymian. Używano do niej oleju oliwkowego niższej jakości (lepszy wykorzystywano do celów spożywczych). W kulturze rzymskiej, poza funkcją czysto użytkową, lampki oliwne zwane strenae ofiarowywano sobie jako noworoczne upominki z życzeniami szczęścia.

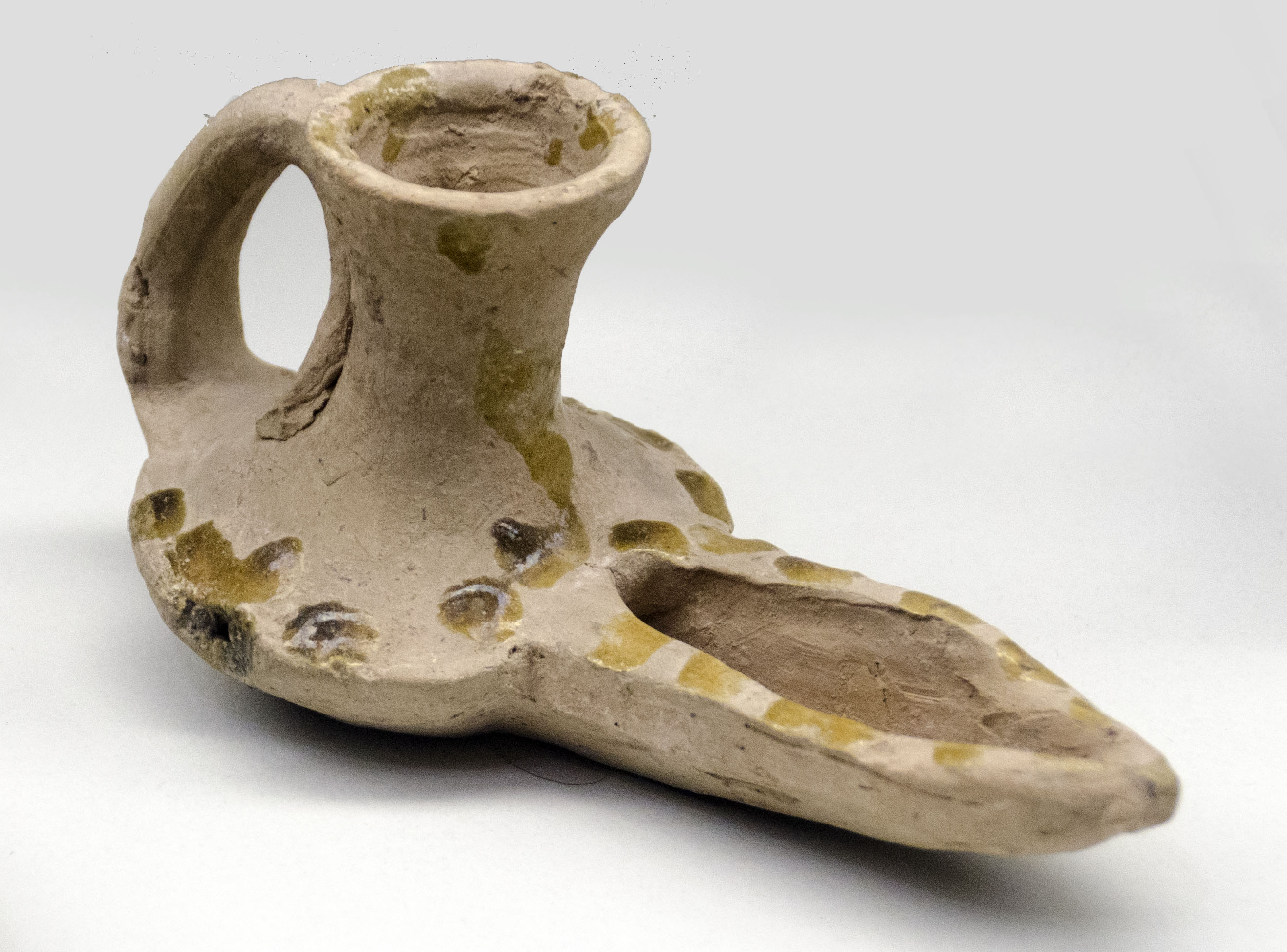
Średniowieczny kaganek (X wiek)

W Polsce w XVI wieku używano odkrytych kaganków żelaznych, w których paliwem był łój zwierzęcy – np. w kopalni soli w Wieliczce. W XVIII wieku używano tam dwóch rodzajów kaganków: z krótką, wygiętą rączką do niesienia w ręku i z dłuższą, pionową do zatykania w szpary. W XIX wieku w kopalniach zamiast kaganków otwartych zaczęto stosować kaganki zakryte na olej rzepakowy lub lniany, wlewane do zbiorniczka przez otwór zamykany zasuwką.
Kaganki odkryte do oświetlenia mieszkań stosowano rzadziej (od XVI wieku), głównie jako przenośne źródło światła; zakryte używano w domach zamożniejszych. W drugiej połowie XIX wieku zostały zastąpione lampami naftowymi.

## Budowa i forma
Kaganek składał się ze zbiornika na oliwę lub innego oleju, z zanurzonego w nim knota (lub z kilku knotów), który powoli spalał się wraz z paliwem. Poza tym wyposażony był w stopkę i uchwyt do przenoszenia. Kaganki wykonane z gliny miały kształt kubka lub owalnej miseczki z dziobkiem i uchwytem, albo czarki na smukłej nóżce z talerzykowatą podstawą. Metalowe miały kształt trójkątnych lub owalnych miseczek, także z dziobkiem i uchwytem.
Kaganki początkowo produkowano z niepalnych materiałów, głównie ceramicznych (kamień, wypalana glina, terakota), w niektórych rejonach (Armenia, Egipt) pokrywano je kolorową glazurą. Wraz z postępem technicznym wytwarzano lampki z metalu (kutego żelaza, srebra, złota lub odlewano je z brązu, cyny i mosiądzu.

## W słownictwie
W polszczyźnie „kaganek” oznacza „naczynie z palącym się wewnątrz ogniem służące do oświetlania”, dlatego poza typowymi lampami oliwnymi terminem tym określane są przenośne świeczniki, niekiedy z rozszerzonym spodkiem na kapiący wosk.
Dzięki umożliwieniu pracy po zmroku lampka oliwna stała się symbolem światła i oświecenia umysłowego: wiedzy, inteligencji, poznania, rozumu, co znalazło odzwierciedlenie w tradycyjnej frazeologii – nieść/zapalić kaganek oświaty.